# إليفاليه شابن
إليفاليه شابن (بالإنجليزية: Eliphalet Chapin)‏ هو مصمم أثاث ‏ أمريكي، ولد في 1741، وتوفي في 1807.